# Jaume Amat
Jaime Amat Murtra (Barcelona, España; 16 de febrero de 1898 - Barcelona, España; 16 de diciembre de 1975), fue un futbolista español. Jugaba como defensa y desarrolló su carrera en el FC Barcelona, club del que también fue directivo.

## Trayectoria
Miembro de una familia de empresarios textiles de Vilasar de Mar, durante su juventud (de 1915 a 1920) jugó en FC Barcelona. Únicamente disputó partidos oficiales entre 1916 y 1917, contribuyendo a la conquista de un Campeonato de Cataluña.
Posteriormente siguió vinculado al club, siendo tesorero entre 1959 y 1961, durante la presidencia de Miró-Sans. Su hermano, Alfonso Amat, fue también tesorero del club (1923-24), antes de emigrar a Argentina, donde fundó Textil Amat. Su hijo, Jaume Amat Curto, fue también directivo barcelonista, y uno de los impulsores y directores de La Masía.